# Repubblica Anconitana
La Repubblica Anconitana fu una repubblica sorella della Repubblica Francese, che venne proclamata dall’Armata d'Italia del giovane generale Bonaparte il 19 novembre 1797, fra le altre repubbliche giacobine.
Aveva sede ad Ancona e comprendeva i territori che, nello Stato Pontificio, facevano parte della Marca di Ancona con capitale Macerata, ovvero l'attuale territorio delle Marche, divenuti base militare navale ai sensi del trattato di Tolentino, in modo da garantire un porto sull’Adriatico per la marina francese.
Dopo soli 117 giorni, il 7 marzo 1798, venne unita alla Repubblica Romana.

## Contesto storico
(Napoleone, lettera al Direttorio, febbraio 1997)
A seguito della sua vittoriosa campagna d'Italia, il 20 giugno 1796 Napoleone Bonaparte costrinse papa Pio VI a firmare l'armistizio di Bologna, che prevedeva l'occupazione di Ancona, Bologna e Ferrara da parte dell'esercito francese. Nel febbraio del 1797, il 22 piovoso V, per ordine dello stesso Napoleone nacque il Consiglio rivoluzionario o Municipalità, che si pose a governo della città.
L'arrivo delle nuove idee dell'illuminismo e del giacobinismo e la liberazione dal dominio pontificio portò a un primo momento di euforia, ma ci si rese subito conto che, per sostenere i costi della guerra, i francesi avrebbero razziato tutti gli edifici cristiani dalle loro opere d'arte, compreso il quadro della Madonna del Duomo. 
Successivamente fu firmato il trattato di Tolentino, con cui si stabiliva che Ancona sarebbe stata occupata dai francesi sino alla "pace continentale" e che successivamente sarebbe tornata sotto lo Stato Pontificio. Proprio per evitare questo, i cittadini, ma anche la Municipalità, spingevano per la proclamazione della repubblica. Intanto, con il trattato di Campoformio, la pace fra Francia ed Austria era fatta e, secondo gli accordi di Tolentino, Ancona doveva tornare sotto il dominio pontificio.

## La repubblica anconitana
Questo non piaceva però né alla città, come già detto, né a Napoleone, che voleva danneggiare il Pontefice. Il 17 novembre 1797 nacque quindi la "Repubblica Anconitana", sotto la protezione della Repubblica francese e della Repubblica Cisalpina. Seguirono l'esempio di Ancona molte città vicine, tra cui Senigallia, Jesi, Osimo, Macerata, Urbania, Urbino e Fano. Si formò quindi una specie di Direttorio, in cui ogni Municipalità aveva un rappresentante. Le casse della città erano sempre vuote e perciò proseguì la predazione di chiese, monasteri e seminari. Il 15 febbraio 1798 il generale Berthier proclamò la Repubblica Romana, che avrebbe compreso anche il territorio di Ancona, ed il 7 marzo la Municipalità non poté far altro che prenderne atto.